# Mensah Taylor
Mensah Sadikki Taylor (* 18. Februar 1980) ist ein ehemaliger US-amerikanischer Basketballspieler.

## Werdegang
Taylor spielte in seinem Heimatland am Highland Community College im Bundesstaat Illinois. In der Saison 2002/03 bestritt der aus St. Louis (Bundesstaat Missouri) stammende, 1,98 Meter große Flügelspieler fünf Begegnungen für die Gardner-Webb University in North Carolina.
In der Saison 2005/06 erzielte der US-Amerikaner in 17 Einsätzen für den Regionalligaverein TuS Treis-Karden im Schnitt 25,5 Punkte je Begegnung. Er wechselte zum TV Konstanz, mit dem er in der Saison 2006/07 die Aufstiegsrunde zur 2. Basketball-Bundesliga erreichte. Anschließend unterschrieb Taylor im Juni 2007 einen Vertrag beim Zweitligisten Mitteldeutscher BC. Ende Oktober 2007 einigte er sich mit dem MBC auf eine Vertragsauflösung. Er ging daraufhin zu TuS Treis-Karden zurück und zeigte in den Farben der Mannschaft während der Regionalliga-Saison 2007/08 mit 29,4 Punkten je Begegnung überragende Angriffsleistungen.
Im Sommer 2008 trainierte Taylor beim Zweitligisten LTi Lich mit und wurde im September 2008 vom Licher Kooperationspartner, dem Bundesligisten Gießen 46ers, mit einem Vertrag ausgestattet. Der US-Amerikaner wurde bei den Mittelhessen als zwölfter Mann des Aufgebots verpflichtet und lediglich in einem Bundesliga-Spiel kurz eingesetzt, im September 2008 gegen Oldenburg. Noch im selben Monat kam es zwischen Taylor und Gießen zur Trennung. Er spielte danach im weiteren Verlauf der Saison 2008/09 für den BC Weißenhorn in der Regionalliga.
Im Spieljahr 2009/10 verstärkte der Flügelspieler den MTV Stuttgart, für den er in 23 Regionalliga-Einsätzen im Schnitt 27,1 Punkte erzielte. In derselben Spielklasse stand Taylor 2010/11 in Diensten des TV 1872 Saarlouis (25 Spiele: 19,2 Punkte/Einsatz). Es folgte ein weiterer Wechsel innerhalb der Regionalliga Südwest: Im Spieljahr 2011/12 stand der US-Amerikaner in 26 Spielen für die TS Göppingen auf dem Feld (19,7 Punkte/Spiel).
2012 schloss sich Taylor den Wiha Panthers Schwenningen (damals 2. Regionalliga) an und führte die Liga im Saisonverlauf 2012/13 als bester Korbschütze (25,2 Punkte/Spiel) an. In seinem zweiten Schwenninger Jahr stieg er 2013/14 als Meister der 2. Regionalliga in die 1. Regionalliga auf und erzielte 18,6 Punkte je Einsatz. Ende März 2014 erlitt er einen Schlaganfall.